# شرلوك هولمز وصوت الإرهاب (فلم 1942)
شرلوك هولمز وصوت الإرهاب  (بالإنجليزية: Sherlock Holmes And The Voice Of Terror) الفيلم الثالث من من سلسلة أفلام شرلوك هولمز انتج عام 1942 مقتبس عن رواية آرثر كونان دويل وتدور أحداثه في إنجلترا عن أحداث الحرب العالمية الثانية.

## مقالات ذات صلة
- شرلوك هولمز
- كلب آل باسكرفيل

## روابط خارجية
- مقالات تستعمل روابط فنية بلا صلة مع ويكي بيانات